# Santuario della Madonna in Campagna
La Madonna in Campagna è un santuario del comune di Gallarate, in provincia di Varese, posto nel rione di Madonna in Campagna.

## La storia e le bellezze

### Le origini
Il 21 novembre 1601, Festa della Presentazione al tempio di Maria, tra i fedeli raccolti in preghiera dinnanzi all'immagine della Madonna del latte venerata in una cappella campestre fuori dal borgo di Gallarate, lungo la strada per Milano, avvennero miracolose guarigioni. Il popolo decise ben presto di costruire sul luogo un tempio mariano; la sera del 19 dicembre 1602 venne posta la prima pietra del nuovo Santuario.

### La Rama di Pomm
Nel 1630 la grave epidemia di peste di cui parla Alessandro Manzoni nei suoi Promessi Sposi, dopo aver infierito a Milano, mieté numerose vittime a Gallarate e nei dintorni. I borghigiani fecero allora voto, se fossero stati liberati dal flagello, di celebrare con un solenne pellegrinaggio la ricorrenza del 21 novembre; ad essi si unirono nel voto gli abitanti di Verghera e di Buscate. L'anno successivo, in novembre, il morbo si estinse. Nacque così la festa votiva delta Presentazione, la Rama di Pomm, celebrata ancora oggi con grande affluenza di popolo e con l'offerta della cera al Santuario da parte delle autorità civiche. Cornice della festa sono diverse manifestazioni folcloristiche e culturali; tra queste il Palio tra le quattro contrade del rione. Tradizione antica, da cui la testa ha tratto il suo appellativo popolare, è quella di vendere sul sagrato del Santuario le mele, i pomm, infilzate nei rami spinosi di Gleditsia, o "albero di Giuda".

### L'Altare Maggiore
Il 16 maggio 1666 venne eretta in Santuario la "confraternita dei Trinitari". Nell'aprile, il ticinese Giovan Battista Rigoli iniziò l'altare maggiore che verrà concluso nel 1686 dal gallaratese Giuseppe Rosnati, protostatuario del duomo di Milano.
Monumentale è l'impianto del complesso, ricco di preziosi marmi e di intarsi policromi. Le statue del Rosnati sono di squisita fattura, felice compendio di classica bellezza e levità pienamente barocca. Al centro dell'ancona, dentro una splendida cornice, è posta l'antica immagine della Madonna del Latte. Ignoto ne è l'autore, un tardo seguace del Foppa operante a cavallo tra il XV ed il XVI secolo.
Nel 1954 il nob. Arch. Don Ulderico Forni di Milano intervenne nel restauro definitivo del tabernacolo dell'altar maggiore e nell'intero rifacimento in puro stile barocco del fonte battesimale che è posto sul lato sinistro dell'ingresso centrale del Santuario.

### Altre opere d'arte
Il 26 gennaio 1669 venne eretta in Santuario la "confraternita della Mercede", il cui stemma campeggia al centro dall'altare maggiore. In essa confluirono anche i confratelli della Trinità. II tempio si arricchì di opere d'arte, tra cui:
- Lo sposalizio mistico di Santa Caterina d'Alessandria, con i santi Giuseppe e Fermo (cerchia dei cremonesi fratelli Campi, prima metà del XVI secolo);
- la gloria di San Raimondo del gallaratese Carlo Cane (1608-1679) unica opera documentata oggi rimasta del pittore;
- la Madonna dei Mercedari, già stendardo processionale della confraternita, attribuita al Nuvolone (1608-1670);
- la settecentesca Madonna di Caravaggio, vicina al fare barocchetto del bustese Biagio Belotti;
- l'olio su tela di Scuola Lombarda del XVII secolo nel fastigio dell'altar maggiore, raffigurante la Trinità;
- la bella "Annunciazione" di scuola emiliana del XVII secolo, lungo la navata;
- la grande tela della "Madonna delle sette spade" di anonimo, risalente presumibilmente al periodo a cavallo tra il XVII e il XVIII secolo.

### Fino al presente
Nel 1801 venne eretta in Santuario una nuova confraternita, detta della Divozione. Il confratello Francesco Ambrosoli donò al tempio l'artistico grande Crocifisso in legno policromo del secolo XVI, proveniente dal soppresso monastero delle clarisse di Milano; l'interno del Santuario assunse così l'attuale veste neoclassica. Sei anni dopo, su progetto di Gaetano Borgomaneri, venne innalzata l'attuale facciata.
Il campanile è costruito in laterizio e alto 33 metri. Venne iniziato nel 1756 e terminato l'anno successivo. L'attuale concerto campanario, che sostituisce uno più antico, è stato installato nel 1946.